# La Jonchère
La Jonchère é uma comuna francesa na região administrativa da Pays de la Loire, no departamento de Vendéia. Estende-se por uma área de 11,5 km². Em 2010 a comuna tinha 466 habitantes (densidade: 40,5 hab./km²).